# Valle de la Luna
El Valle de la Luna (de Vallei van de Maan) is op zo'n 13 km ten westen van San Pedro de Atacama gelegen, in het noorden van Chile in de Cordillera de la Sal, in de woestijn Atacama. Het gebied maakt deel uit van het Nationaal natuurreservaat Los Flamencos en telt een verscheidenheid aan rots- en zandformaties die zijn ontstaan door wind- en watererosie. Het landschap kent een brede diversiteit van kleuren en textuur, waardoor het soms wat weg heeft van het oppervlak van de maan.
Daarnaast zijn in het gebied verschillende zoutvlaktes en zoutmeren waar de aanwezigheid van het zout een witte laag op het oppervlak achterlaat. Ook zijn er een rotsen die boven het oppervlak uitsteken en uit zoute mineralen bestaan, deze rotsen lijken door de mens gemaakt te zijn. Daarnaast zijn er ook een groot aantal grotten te vinden. Wanneer de zon ondergaat wordt door de oranje schilderachtige tonen van de zon het relief van de vallei extra gedefinieerd, terwijl de wind langs de rotsen voert en de kleur van de lucht verander van roze naar paars en uiteindelijk naar zwart. Zoals eerder vermeld maakt de Valle de la Luna deel uit van Nationaal natuurreservaat Los Flamencos, waar het een van de zeven deelgebieden van vormt. Het werd in 1982 als natuurreservaat aangewezen vanwege zijn bijzondere landschap dat gelijkenissen vertoont met de maan, waar de naam dan ook van afkomstig is. De Atacama woestijn wordt ook beschouwd als een van de droogste plekken op aarde, doordat sommige plekken geen enkele neerslag kenden in de afgelopen 100 jaar. Ook werd er in dit gebied een prototype van een Marsrover getest, vanwege het droge en onbegaanbare terrein.

## Galerij

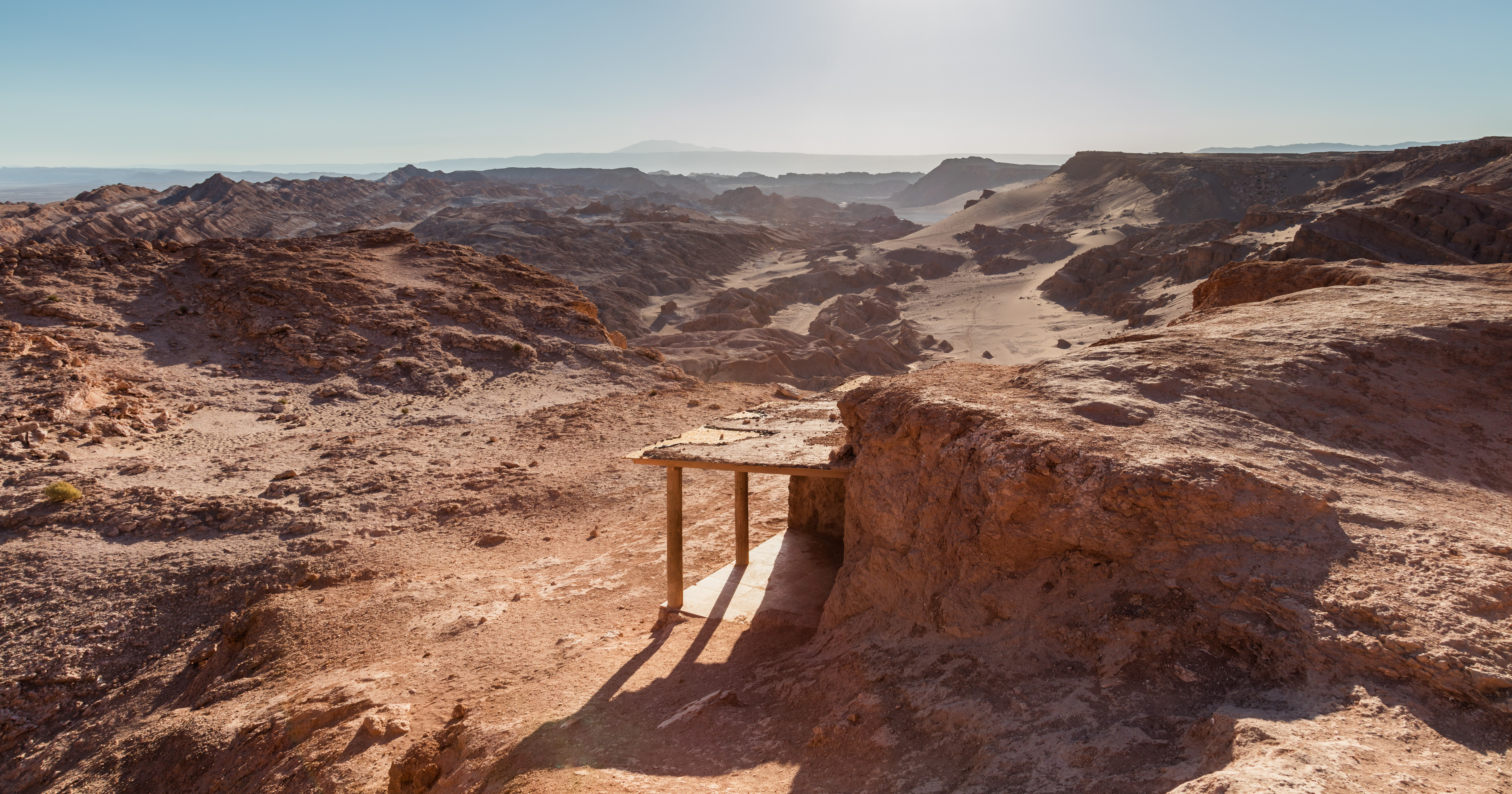
Zoutmijn in de Valle de la Luna.
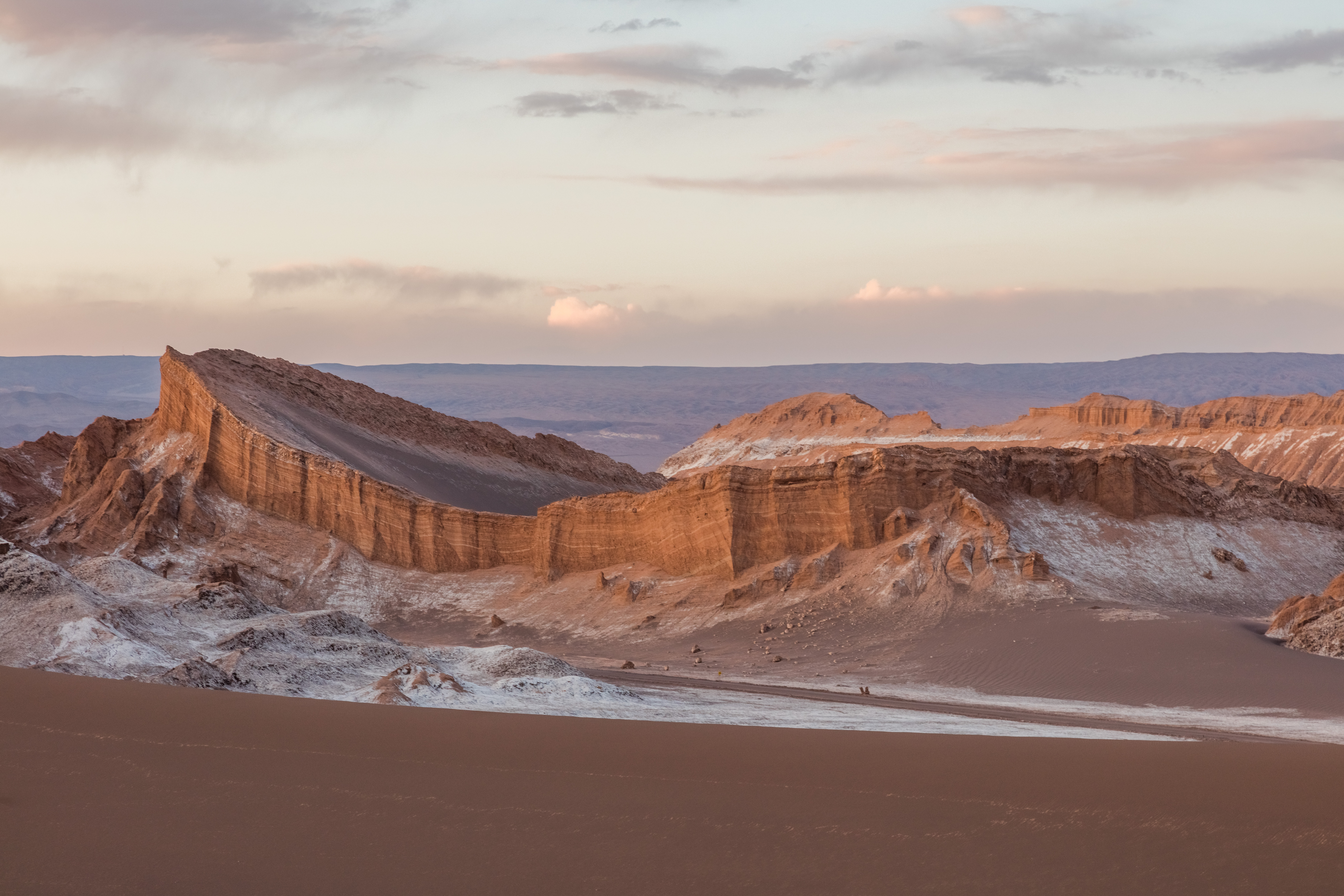
Het Amfitheater.
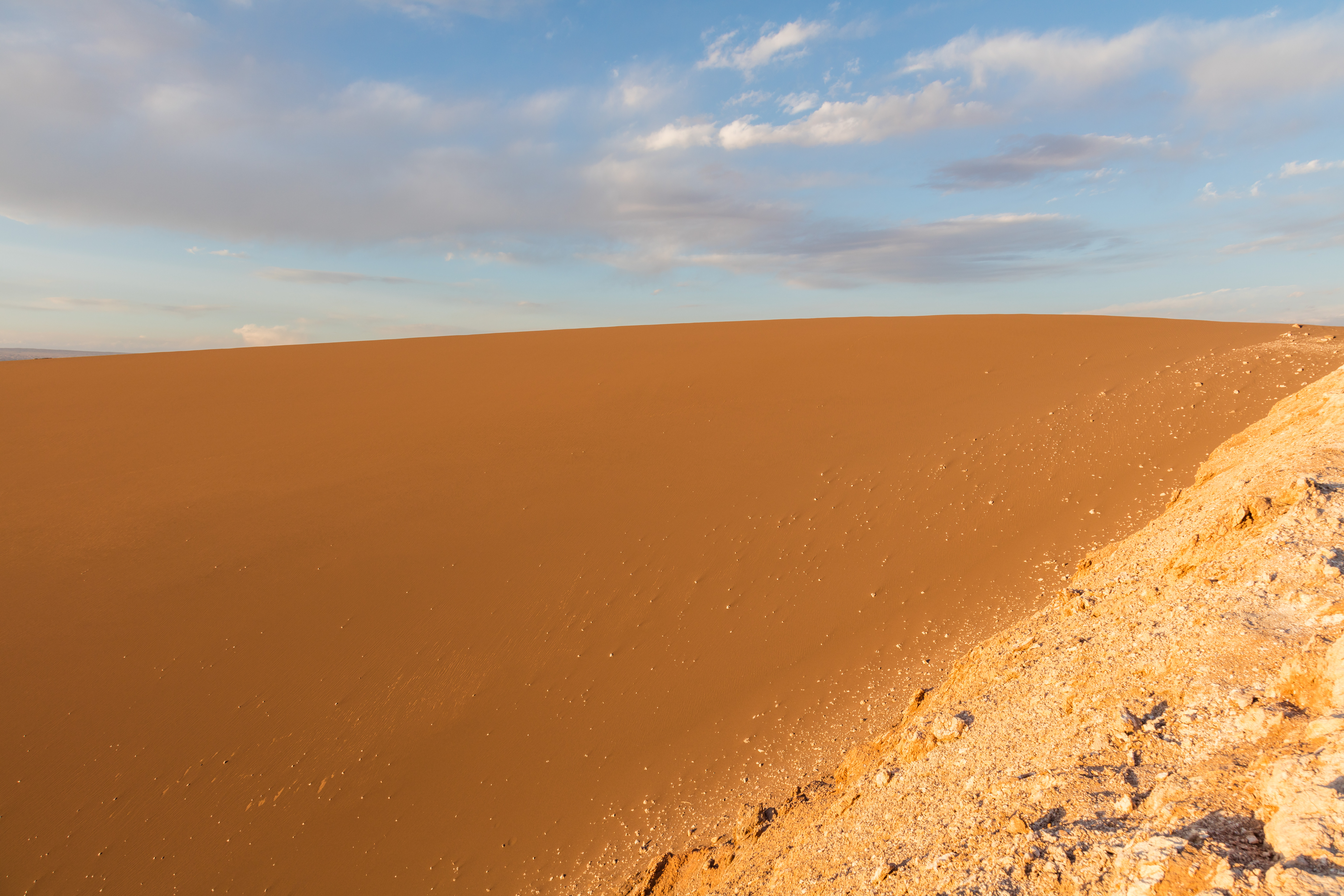
Duna Major.
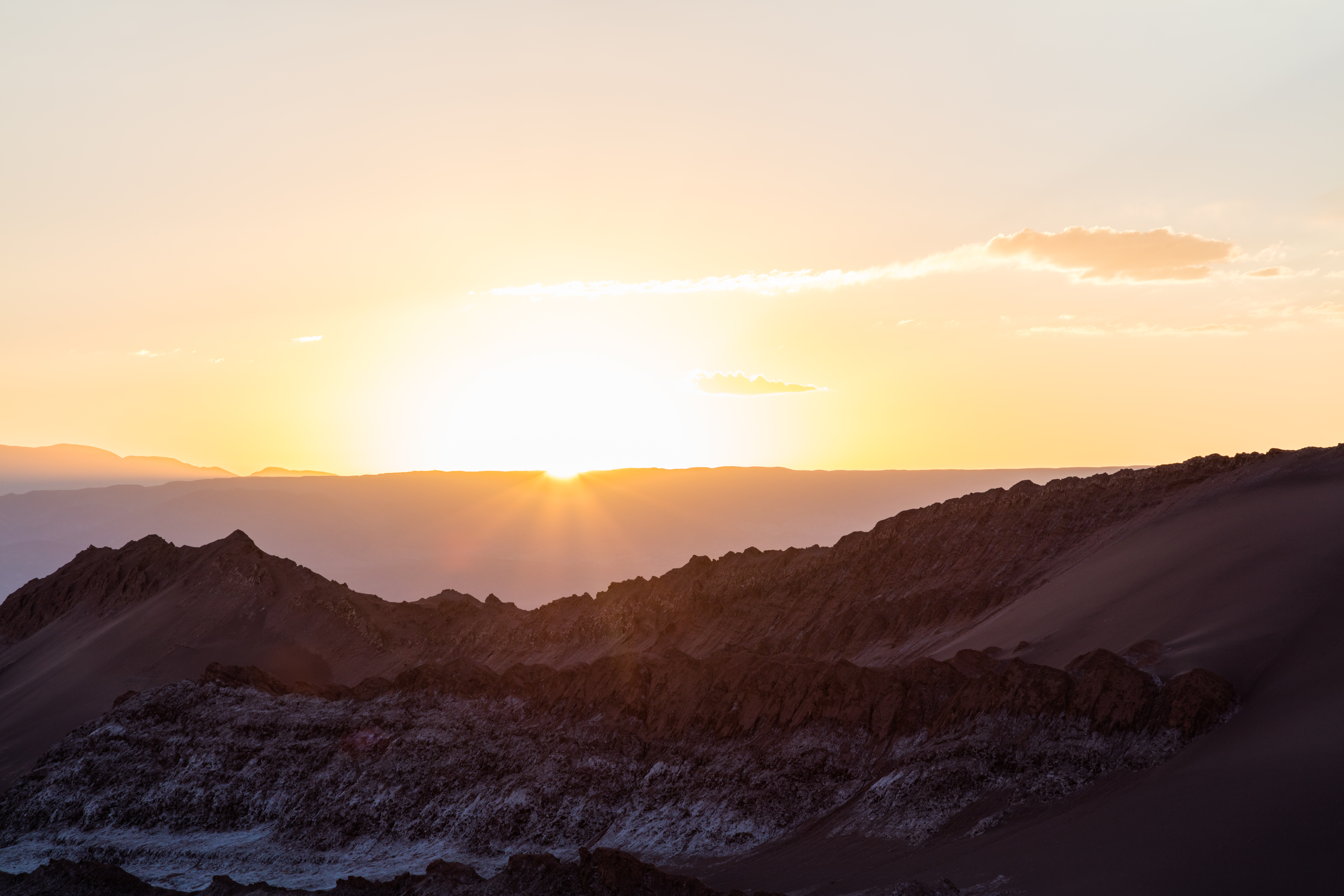
Zonsondergang in El Valle de la Luna.